# Distribuição de Gumbel
Método de Gumbel é também conhecida como método de eventos extremos ou de Ficher-Tippett. Foi desenvolvido por Emil Julius Gumbel.
É aplicada a métodos extremos, em séries anuais. Quando for de interesse estudar os valores mínimos prováveis de um fenômeno, a série deverá conter os valores mínimos de cada ano, ordenados de forma crescente; este é o caso das vazões mínimas.
Este método assume que os valores de X são limitados apenas no sentido positivo; a parte superior da distribuição X, ou seja, a parte que trata dos valores máximos mais frequentes é do tipo exponencial, a função tem a seguinte forma:
{\displaystyle P=1-e^{-e^{-y}},}
onde Y é a variável reduzida da distribuição de Gumbel.